# 天主教贾姆谢德布尔教区
天主教賈姆謝德布爾教區 （拉丁語：Dioecesis Iamshedpurensis）是印度一個羅馬天主教教區，屬蘭契總教區。
教區成立於1962年7月2日，包括賈坎德邦東南部四縣，以及西孟加拉邦最西部的普如里亞縣。2006年有教友61,616人（佔轄區總人口0.7%）、卅一個堂區、134名司鐸。現任教區主教為斐理斯‧托波。